# William Sprague III
William Sprague III (Cranston, 1799. november 3. – Providence, 1856. október 19.) az Amerikai Egyesült Államok szenátora (Rhode Island, 1842–1844).